# Leandra breviflora
Leandra breviflora är en tvåhjärtbladig växtart som beskrevs av Célestin Alfred Cogniaux. Leandra breviflora ingår i släktet Leandra och familjen Melastomataceae. Inga underarter finns listade i Catalogue of Life.